# Juan de Herrera (-1627)

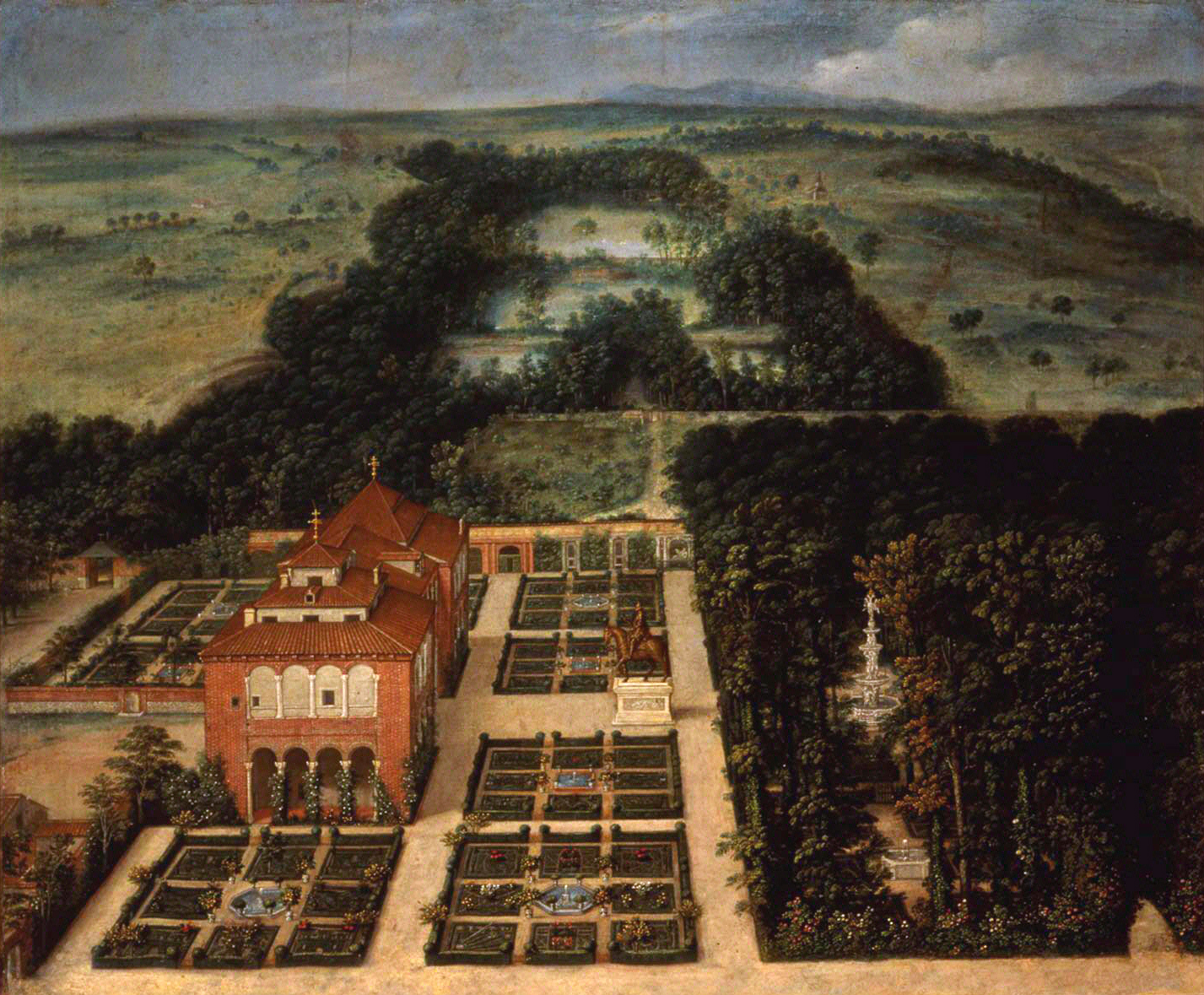
La Casa de Campo de Madrid, en cuya remodelación a principios del participó Juan de Herrera (óleo de Félix Castelo, c. 1634)

Juan de Herrera fue un aparejador español que trabajó en Madrid.

## Biografía
Se desconoce su fecha de nacimiento. Desde 1592 comenzó a trabajar como aparejador de carpintería en las obras del Real Alcázar de Madrid.
Fue aparejador de carpintería y cantería en las obras reales, participando por ejemplo en la remodelación realizada por Juan Gómez de Mora, maestro mayor de las obras reales desde 1611, en la Casa de Campo. Como ayudante de Gómez de Mora, intervino también en las obras del convento de San Gil, vecino al regio alcázar de Madrid.
Participó junto con Agustín Pedrosa en la formación de las terrazas y jardines de la huerta de Chamartín, propiedad de Ruy Gómez de Silva y Mendoza, III duque de Pastrana y IV de Francavilla.
Murió en Madrid, en su casa de la calle de los Tudescos, el 30 de septiembre de 1627.
Se enterró en la parroquia de San Martín.
Estuvo casado con María Herreruelo, que murió en 1629.